# Abdelâli Messaï
Abdelâli Messaï est un footballeur algérien né le 9 décembre 1983 à Oran. Il évoluait au poste de gardien de but.

## Biographie
Il évolue en Division 1 avec les clubs de l'US Chaouia et de l'ASO Chlef. Il joue 19 matchs dans ce championnat lors de la saison 2003-2004, puis 18 matchs en 2005-2006.

## Palmarès
- Accession en Ligue 1 en 2003 avec l'US Chaouia.
- Accession en Ligue 1 en 2008 avec le RC Kouba.